# Sint-Vituskapel (Well)
De Sint Vituskapel is een kapel in Well in de Nederlands Noord-Limburgse gemeente Bergen. De kapel staat aan de zuidzijde van het dorp aan de Maas aan de Grotestraat nabij de plaats waar de Hoenderstraat hierop uitkomt. Ten oosten van de kapel ligt het oude kerkhof van met de fundamenten van de oude Sint-Vituskerk met de daar gelegen Kerkhofkapel Calvarieberg.
De kapel is gewijd aan de heilige Vitus.

## Geschiedenis
Tijdens de Tweede Wereldoorlog raakte de aan de Maas gelegen Sint Vituskerk zwaar beschadigd en moest deze worden afgebroken. De pastoor wilde de nieuwe kerk op een andere plek bouwen en daarmee niet meer aan de rivier de Maas, maar de inwoners van het dorp waren het hiermee oneens. In 1954 werd naast de plek van de verwoeste Sint Vituskerk de Sint Vituskapel en daarna begon men in 1956 met de bouw van de nieuwe Sint-Vituskerk.

## Bouwwerk
De bakstenen kapel heeft een driezijdige koorsluiting en wordt gedekt door een zadeldak met rode pannen. In de beide zijgevels is nabij het altaar een rondboogvenster geplaatst. De frontgevel is een topgevel met verbrede aanzet die bekroond wordt met een stenen kruis. In de frontgevel bevindt zich de rondboogvormige toegang tot de kapel die wordt afgesloten met een ijzeren hek. De aanzetstenen van de toegangsboog zijn in gele steen uitgevoerd.
Van binnen is de kapel wit gestuukt en op de wanden zijn er vier grote zwart-wittekeningen aangebracht. Deze tekeningen zijn van de hand van kunstenaar Jan Fellinger uit Nijmegen en beelden scenes uit van het leven van de heilige Vitus. Tegen de achterwand van de kapel is het altaar geplaatst. Op het altaar stond vroeger het Sint-Vitusbeeld, maar dat werd door de pastoor vervangen door een beeld van Onze-Lieve-Vrouw van Fátima. In 2022 werd het inwendig restaureert. Tegen de noord-oostmuur van de kapel werd in 2021 een monument voor de oorlogsslachtoffers in en uit Well aangebracht.